# Weaver-Syndrom
Das Weaver-Syndrom oder Weaver-Smith-Syndrom ist eine autosomal-dominant vererbte angeborene Erkrankung mit vermehrtem Körperwachstum (Makrosomie) und meist leichter geistiger Behinderung. Die Betroffenen tragen charakteristische Gesichtszüge. Jungen sind 2- bis 3-mal häufiger betroffen als Mädchen. Im Erwachsenenalter sind die Anomalien weniger ausgeprägt. Die Lebenserwartung der Patienten wird durch die Fehlbildung nicht negativ beeinflusst.
Der US-amerikanische Kinderarzt und Humangenetiker David Weaver beschrieb die Krankheit erstmals 1974 im Journal of Pediatrics.
Das Weaver-Syndrom wird im ICD-10 gemeinsam mit dem Sotos- und dem Wiedemann-Beckwith-Syndrom unter einem gemeinsamen Schlüssel geführt (siehe Infobox).

## Diagnose
Bereits im pränatalen Ultraschall kann eine Makrosomie erkennbar sein. Postnatal wird die Diagnose anhand der klinischen Symptome gestellt. Die craniofazialen Anomalien bestehen aus einem relativ großen Kopf, einer breiten Stirn, einem flachen Hinterkopf, großen tiefsitzenden Ohren, einer breiten Nasenwurzel, daraus resultierendem großen Augenabstand (Hypertelorismus), langem Philtrum und einem zurückweichenden Kinn (Mikrogenie).
An den Extremitäten sind ausgeprägte Fingerkuppenpolster, eine stark ausgeprägte Handwurzel, Vierfingerfurchen, breite Daumen, tief liegende Finger- und Fußnägel, Beugeversteifung der Finger (Kamptodaktylie und Klinodaktylie), eingeschränkte Beweglichkeit in Ellenbogen- und Kniegelenken sowie Klumpfüße auffällig.
Die Röntgenaufnahme zeigt kurze Rippen, niedrige breite Beckenschaufeln sowie eine instabile Halswirbelsäule.
Hypertonie, Hypotonie, Skoliose und Kyphose (Wirbelsäulenkrümmung) wurden beobachtet. Weitere körperliche Merkmale sind eingezogene Brustwarzen, Nabelbruch und Leistenbruch.
Zu den neurologischen Anomalien zählt die psychomotorische Entwicklungsstörung der Kinder.
Die Stimme der Patienten ist heiser, tief und rau.

## Differentialdiagnostik
Abzugrenzen ist (u. a.) das Marshall-Smith-Syndrom.

## Ursache
Eine Mutation in den Genen NSD1 und EZH2 wird in einen kausalen Zusammenhang mit dem Weaver-Syndrom gebracht. Die Mutation des Gens NSD1 ist in den Exons 5, 16, 19, 22 und 23 lokalisiert.

## Therapie
Eine kurative Behandlungsmethode gibt es nicht.